# Korjinski
Korjinski (en rus: Коржинский) és un poble (un possiólok) de la República de Komi, a Rússia, segons el cens del 2010 tenia 278 habitants.